# Haag an der Amper
Haag an der Amper é um município da Alemanha, no distrito de Frisinga, na região administrativa de Oberbayern, estado de Baviera. Pertence ao Verwaltungsgemeinschaft de Zolling.